# Абдуллин, Хайрулла Хамидуллович
Хайрулла Хамидуллович Абдуллин (1908, Татарстан — 1997) — советский микробиолог и эпизоотолог. Доктор ветеринарных наук (1959), профессор (1962), почти четверть века заведовал кафедрой микробиологии, вирусологии и иммунологии Казанского ветеринарного института (ныне Казанская государственная академия ветеринарной медицины имени Н. Э. Баумана). Заслуженный деятель науки ТАССР (1970) и РСФСР (1973),. Основатель казанской школы ветеринарной микробиологии.

## Биография
Окончил Казанский ветеринарный институт (1932), получив специальность ветврача-эпизоотолога.
В 1939 году защитил канд. диссертацию «Материалы по изучению изменчивости Вас. anthracis в организме животных» (руководитель — М. В. Рево).
В 1945—1969 гг. заведующий кафедрой микробиологии и вирусологии Казанского ветеринарного института, на которой проработал всего 28 лет.
В 1956—1960 гг. также декан ветеринарного факультета. Указывается в числе известных учёных вуза.
Вёл занятия в ГИДУВе по курсу санитарной бактериологии для врачей-микробиологов и санврачей.
С мая 1953 года докторант при Институте микробиологии Академии наук СССР.
В 1959 году на учёном совете Московской ветеринарной академии защитил диссертацию «Действие эфирных масел на некоторые патогенные бактерии и их антигены».
В 1960—1980 гг. заведующий лабораторией бактерийных инфекций ВНИВИ (Всесоюзный научно-исследовательский ветеринарный институт).
Под его руководством разработаны и внедрены в практику вакцины против листериоза, бруцеллёза, колибактериоза, дезинфектанты.
Среди его учеников профессора К. М. Салмаков, Д. Ш. Ахмеров, В. П. Кивалкина, О. А. Котылев, И. Н. Хайруллин и др.
Под его руководством выполнены и защищены 5 докторских и 43 кандидатские диссертации.
Награждён орденами Отечественной войны 1-й степени, Трудового Красного Знамени, Красной Звезды, «Знак Почёта», медалями.
Автор трудов по проблемам патогенеза сибирской язвы, разработке методов диагностики и профилактики бруцеллёза, колибактериоза, листериоза, проблемам эффективной дезинфекции сточных вод и животноводческих помещений, лечения и профилактики некробактериоза сельскохозяйственных животных. Соавтор изобретений.